# تورايكو ميهاتا
تورايكو ميهاتا (23 يناير 1903 – 1988) هو سبّاح ياباني راحل، مثّل بلاده في الألعاب الأولمبية الصيفية 1924.

## روابط خارجية
تورايكو ميهاتا على موقع الاتحاد الدولي للسباحة (الإنجليزية)
- تورايكو ميهاتا على موقع أوليمبيديا (الإنجليزية)